# 紅斑狗母
紅斑狗母（学名：Synodus ulae），又名紅斑狗母魚、狗母，为辐鳍鱼纲仙女鱼目合齒魚科狗母魚屬下的一个种，该物种主要分布于西太平洋海域，栖息深度为1米至121米。